# Adrenaline
Adrenaline (Latijn: ad = bij, ren = nier dus: bijnier) of epinefrine (Grieks: epi = op, nephros = nier) is een hormoon en een neurotransmitter. Het is een catecholamine dat wordt geproduceerd in het bijniermerg en in sommige zenuwcellen.
Adrenaline komt in grote hoeveelheden vrij in omstandigheden die door het lichaam als (mogelijk) bedreigend voor de overleving worden ervaren en daardoor stress veroorzaken. Vaak gaat dit samen met angst en woede. Ook kou, hitte, honger, dorst, pijn, fysieke inspanning en andere zaken die de balans in het lichaam verstoren, kunnen de adrenalineproductie verhogen.
Adrenaline is schadelijk wanneer het in te grote hoeveelheden (bijv. bij feochromocytoom) of te langdurig vrijkomt.
De stof is opgenomen in de lijst van essentiële geneesmiddelen van de WHO.

## Noodsituaties
Het snel vrijkomen van grote hoeveelheden adrenaline maakt deel uit van het overlevingsmechanisme van het organisme. Het maakt het mogelijk om te vechten of te vluchten (de vecht-of-vluchtreactie) en verhoogt daarmee de kans om te overleven.
De effecten van het vrijkomen van adrenaline zijn o.a.:
- Versnelde ademhaling en hartslag, voor een versnelde bloed- en zuurstofvoorziening om het vluchten of vechten mogelijk te maken.
- Vrijmaken van energie (glucose), benodigd voor de vlucht/vechtreactie. Hiermee gaat gepaard de remming van de opslag van energie.
- Stijging bloeddruk door perifere vaatvernauwing
- Vermindering bloedtoevoer naar de darmen (spijsvertering heeft geen acute prioriteit bij levensgevaar)
- Vergroting pupillen voor beter zicht, waardoor verbetering van waarnemen gevaar
- Verhoogde alertheid (concentratievermogen)
- Verkorte bloedstollingstijd, van belang bij verwondingen, vermindert de kans om dood te bloeden
- Handpalmen gaan zweten
- Het geheugen verbetert tijdelijk. De herinnering aan de bedreigende situatie wordt beter opgeslagen om deze voortaan sneller te herkennen.

Ook wordt het gevoel van tijd beïnvloed: gebeurtenissen lijken trager te verlopen waardoor iemand meer tijd lijkt te hebben om te reageren.
Bij paniekaanvallen zonder uitwendige oorzaak is het vrijkomen van adrenaline een van de uitlokkende factoren van een aanval van hyperventilatie.

## Biochemieenfarmacologie
Adrenaline werkt in op de adrenerge α- en β-receptoren van het lichaam, en wordt onder andere gebruikt bij het behandelen van algemene anafylaxis, een type I allergie en bij reanimatie in geval van hartstilstand. Het is een sterk, gevaarlijk en direct werkend geneesmiddel dat alleen door injecties kan worden gegeven (meestal intramusculair of subcutaan; bij intraveneuze injectie kunnen ernstige hartritmestoornissen voorkomen). In grote verdunning (1 op 100.000 of 1 op 200.000) wordt het toegevoegd aan lokale anesthetica, zoals lidocaïne en articaïne, omdat de hierdoor optredende vaatvernauwing de operatie minder bloedig maakt en het anestheticum langer in de weefsels blijft zitten. Dit moet om voor de hand liggende redenen met enige voorzichtigheid worden gedaan bij mensen met bepaalde hartziekten, met name ritmestoornissen.
Adrenerge antagonisten zoals α- en β-blokkers worden in de geneeskunde toegepast bij de behandeling van hart- en vaatziekten.

## Metabolisme
Het glucosegehalte in het bloed stijgt onder invloed van adrenaline; adrenaline stimuleert de gluconeogenese in de lever. Daarnaast remt adrenaline de insulinesecretie (door de pancreas) door zijn binding aan alfa-adrenerge receptoren. Glycogeensynthese wordt stopgezet door inactivatie van glycogeensynthase. De incorporatie van aminozuren in de proteïnen worden door adrenaline geremd. Ook wordt de lipolyse in het vetweefsel verhoogd door adrenaline (en noradrenaline), het lipase dat zorgt voor de lipolyse wordt geactiveerd door cAMP. ACTH, TSH en gonadotrope hormonen worden door de adenohypofyse afgescheiden, insuline zal deze secretie verwekken.
Adrenaline zorgt ook voor een verhoogde zweetafscheiding, traansecretie en speekselsecretie. We zien een opmerkelijk verhoogde concentratie erytrocyten in het bloed en een verkorte stollingstijd na afscheiding van adrenaline.

## Nomenclatuur
In het Engels wordt het vaak met de term epinephrine aangeduid. Epinefrine is de stofnaam die is vastgelegd in de International Nonproprietary Names (INN, het classificatiesysteem van de WHO voor geneesmiddelstofnamen). Volgens de EU-regel die het gebruik van stofnamen verplicht stelt heeft dit woord de voorkeur. Epinefrine zal het verouderde synoniem adrenaline geleidelijk vervangen; aanvankelijk waren er bezwaren dat epinefrine te veel lijkt op efedrine, een alkaloïde met min of meer dezelfde werking, echter efedrine wordt weinig meer gebruikt (Grieks: epinephros = bijnier). In het alledaagse spraakgebruik buiten de geneeskunde is slechts adrenaline een bekend begrip.
Andere namen zijn: (-)-epinephrine, 1-(3,4-dihydroxyfenyl)- 2-(N-methylamino)ethanol, adnephrine, adrenal, l-adrenaline, (-)--adrenaline, adrenamine, adrenan, adrenapax, adrenasol, adrenine, adrenodis, adrenohorma, adrenosan, adrenutol, adrin, balmadren, bernarenin, biorenine, bosmin, brevirenin, bronkaid mist, chelafrin, corisol, 3,4-dihydroxy-α-((methylamino)methyl)benzyl alcohol, l-1-(3,4-dihydroxyphenyl)-2-methylaminoethanol, drenamist, dylephrin, dyspne-inhal, epifrin, epinefrina, epinephran, l-epirenamine, epirenan, epitrate, exadrin, glaucosan, glycirenan, haemostasin, hektalin, hemisine, hemostasin, hemostatin, hypernephrin, hyporenin, intranefrin, kidoline, levorenin, levorenine, lyophrin, metanephrin, methylarterenol, mucidrina, myosthenine, mytrate, nephridine, nieraline, paranephrin, RCRA P042.
Volgens het Groene Boekje wordt afgebroken: adre-na-li-ne. De eerste lettergreep staat dus niet apart. Het geldt namelijk niet als wenselijk om een lettergreep af te breken als hij maar uit een enkele letter bestaat. Kijkt men echter naar de betekenis van het woord, dan zou het ad-re-na-li-ne moeten zijn.

## Biosynthese van adrenaline
1. L-fenylalanine wordt gehydroxyleerd
2. L-tyrosine wordt gehydroxyleerd
3. L-DOPA wordt gedecarboxyleerd
4. L-dopamine wordt gehydroxyleerd
5. L-noradrenaline wordt gemethyleerd
6. L-adrenaline